# Zscherndorf
Zscherndorf is een plaats en voormalige gemeente in de Duitse deelstaat Saksen-Anhalt, en maakt deel uit van de Landkreis Anhalt-Bitterfeld. Sinds 2004 maakt de gemeente deel uit van Sandersdorf-Brehna.
Zscherndorf telt 1790 inwoners.